# Dylan Mulvaney
Dylan Mulvaney (1996) es una actriz y activista transgénero estadounidense conocida por crear la serie de TikTok titulada Days of Girlhood, que cubría la transición de género de Mulvaney, en videos diarios. A partir de octubre de 2022, Mulvaney tiene más de 8 millones de seguidores en TikTok. Los videos de la serie Days of Girlhood han recibido más de 900 millones de visitas.
Mulvaney se reunió con el presidente de los Estados Unidos, Joe Biden, para un "foro presidencial" para la organización de noticias en línea NowThis News a finales de ese mes.